# We Hear of Love, of Youth, and of Disillusionment
We Hear of Love, of Youth, and of Disillusionment è un EP del gruppo musicale statunitense MGMT, pubblicato nel 2011.

## Tracce
1. Song for Dan Treacy – 3:40
2. It's Working – 4:21
3. I Found a Whistle – 3:40
4. Only a Shadow (The Cleaners from Venus cover) – 3:32